# Arajaure, Jämtland
Arajaure är en sjö i Strömsunds kommun i Jämtland och ingår i Ångermanälvens huvudavrinningsområde. Sjön har en area på 0,21 kvadratkilometer och ligger 638,1 meter över havet.

## Delavrinningsområde
Arajaure ingår i det delavrinningsområde (720884-143077) som SMHI kallar för Utloppet av Arajaure. Medelhöjden är 667 meter över havet och ytan är 2,34 kvadratkilometer. Det finns inga avrinningsområden uppströms utan avrinningsområdet är högsta punkten. Vattendraget som avvattnar avrinningsområdet har biflödesordning 3, vilket innebär att vattnet flödar genom totalt 3 vattendrag innan det når havet efter 337 kilometer. Avrinningsområdet består mestadels av skog (85 procent). Avrinningsområdet har 0,25 kvadratkilometer vattenytor vilket ger det en sjöprocent på 10,8 procent.